# Teniente Berdina
Teniente Berdina es una localidad argentina ubicada en el departamento Monteros de la provincia de Tucumán. Se encuentra sobre la ruta provincial 324, a 500 metros del río Aranillas; la ruta 324 la vincula al este con Famaillá y al sur con Santa Lucía.
Lleva el nombre de uno de los soldados caídos durante el Operativo Independencia. El pueblo nació como iniciativo de Domingo Antonio Bussi para poblar el oeste provincial donde se observaban focos de movimientos guerrilleros. Fue fundado en junio de 1977 con pobladores de Caspichango y zonas aledañas, como un pequeño núcleo industrial, no obstante las empresas allí instaladas (fábricas de ladrillos, plásticos, cajones de frutas) fracasaron sin explicación. La población tiene un alto desempleo, dedicándose sus habitantes mayoritariamente a tareas rurales con período acotado como la cosecha de caña de azúcar y limón; muchos de ellos emigran temporalmente al Sur para dedicarse a tareas de cosecha en el Alto Valle del Río Negro.

## Población
Cuenta con 907 habitantes (Indec, 2010), lo que representa un incremento del 24 % frente a los 730 habitantes (Indec, 2001) del censo anterior.
| Gráfica de evolución demográfica de Teniente Berdina entre 1991 y 2010 |
|                                                                        |
| Fuente: Censos nacionales del INDEC                                    |